# Był sobie kosmos
Był sobie kosmos (fr. Il Etait Une Fois... L’Espace, ang. Once Upon A Time... Space, 1982) – drugi francuski serial animowany z cyklu „Było sobie...” wyprodukowany w roku 1982 dla France 3. Nadawany w 26 odcinkach po około 25 minut. Autorem filmu jest Albert Barillé. Piosenkę tytułową w oryginalnej wersji śpiewał Jean-Pierre Savelli.
Choć głównym producentem było FR3, w produkcji tej serii brało udział wiele krajów, między innymi: Société Radio-Canada (Kanada), Radiotelevisione italiana (Włochy), Radiotelevisión Española (Hiszpania), KRO Holland (Holandia), Crustel SA (Argentyna) i Eiken Co. Ltd (Japonia).

## Wersja polska (lektor)
- Dystrybucja: Telewizja Polska – TVP ABC. Lektor: Maciej Gudowski.

## Wersja polska (dubbing)
Wersja polska: Master Film na zlecenie wydawcy Hippocampus Sp. z o.o.

Reżyseria: Dorota Kawęcka

Dialogi:
- Dominika Wierzbowicz (odc. 1-3, 18-21),
- Elżbieta Jeżewska (odc. 4),
- Karolina Anna Kowalska (odc. 5-17, 22-26)

Dźwięk i montaż: Paweł Nowacki

Kierownictwo produkcji: Katarzyna Fijałkowska

Wystąpili:
- Waldemar Barwiński –
  - Pierrot,
  - Pierre
- Stanisław Brudny – Mistrz
- Cezary Kwieciński –
  - Komandor Gros
  - syn komandora Grosa
- Joanna Pach – przewodnicząca konfederacji Omega
- Joanna Budniok-Feliks – Psyche
- Klaudiusz Kaufmann
- Wojciech Machnicki – Metro
- Wojciech Paszkowski – Generał Teigneux
- Janusz Wituch – Konsul Le Nabot
- Cezary Nowak
- Robert Tondera – Wielki komputer
- Paweł Szczesny
- Cynthia Kaszyńska
- Włodzimierz Bednarski
- Zbigniew Kozłowski
- Marek Bocianiak
- Hanna Kinder-Kiss
- Jacek Wolszczak
- Dorota Kawęcka
- Zbigniew Konopka
- Paweł Bukrewicz

Lektor: Paweł Bukrewicz

## Spis odcinków
| Nr | Polski tytuł            | Francuski tytuł             |
| -- | ----------------------- | --------------------------- |
|    |                         |                             |
| 01 | Planeta Omega           | La Planete Omega            |
|    |                         |                             |
| 02 | Jaszczury               | Les Sauriens                |
|    |                         |                             |
| 03 | Zielona planeta         | La planète verte            |
|    |                         |                             |
| 04 | W stronę Andromedy      | Du côté d’Andromède         |
|    |                         |                             |
| 05 | Cro-Magnonczycy         | Les Cro-Magnons             |
|    |                         |                             |
| 06 | Bunt robotów            | La révolte des robots       |
|    |                         |                             |
| 07 | Planeta Mito            | La planète Mytho            |
|    |                         |                             |
| 08 | Długa podróż            | Le long voyage              |
|    |                         |                             |
| 09 | Kasjopeja               | Cassiopée                   |
|    |                         |                             |
| 10 | Wielki wybuch           | La planète déchiquetée      |
|    |                         |                             |
| 11 | Rozbitkowie             | Les naufragés de l’espace   |
|    |                         |                             |
| 12 | Olbrzymy                | Les géants                  |
|    |                         |                             |
| 13 | W krainie Inków         | Les Incas                   |
|    |                         |                             |
| 14 | W krainie dinozaurów    | Chez les dinosaures         |
|    |                         |                             |
| 15 | Pierścienie Saturna     | Les anneaux de Saturne      |
|    |                         |                             |
| 16 | Wielkie zagrożenie      | L’imparable menace          |
|    |                         |                             |
| 17 | Ziemia                  | Terre!                      |
|    |                         |                             |
| 18 | Atlantyda               | L’Atlantide                 |
|    |                         |                             |
| 19 | Dziwny powrót na Omegę  | L’étrange retour vers Oméga |
|    |                         |                             |
| 20 | Zemsta robotów          | La revanche des robots      |
|    |                         |                             |
| 21 | Humanoidy               | Les Humanoïdes              |
|    |                         |                             |
| 22 | Nieprzyjazny świat      | Un monde hostile            |
|    |                         |                             |
| 23 | Latające miasto         | Cité en vol                 |
|    |                         |                             |
| 24 | Wielki Komputer         | Le grand ordinateur         |
|    |                         |                             |
| 25 | Starcie Tytanów         | Combat de titans            |
|    |                         |                             |
| 26 | Nieskończona przestrzeń | L’infini de l’espace        |
|    |                         |                             |